# بریل گاستالدلو
بایرل گاستالدلو (انگلیسی: Béryl Gastaldello؛ زادهٔ ۱۶ فوریهٔ ۱۹۹۵) ورزشکار ورزش شنا اهل فرانسه است.
وی در مسابقات کشوری و بین‌المللی در مجموع برندهٔ ۴ مدال طلا، ۳ مدال نقره و ۳ مدال برنز شده‌است.